# Merry Bromberger
Pour les articles homonymes, voir Bromberger.
Merry Marie Louis Bromberger, né à Strasbourg le 10 juillet 1906 et mort à Boulogne-Billancourt le 12 mars 1978, est un écrivain et journaliste français, spécialiste de la politique de la IVe République avec son frère Serge Bromberger. 

## Biographie

### Famille
Merry Bromberger est aussi le frère du réalisateur Hervé Bromberger et l'oncle du journaliste de radio-télévision Dominique Bromberger.

## Œuvres
- Comment fut libérée l'Alsace, Braun & Cie, 1945 (avec Renée Zuber et Serge Bromberger)
- Victoires sur le cancer, Société d'éditions et de publications d'actualité, 1948
- Le Roman de l'Élysée, Fayard, 1953
- Comment ils ont fait fortune, Paris, Plon, 1954 (OCLC 11848218)
- Le Comte de Paris et la maison de France, Plon, 1956
- Les Secrets de l'expédition d'Égypte, éditions des 4 Fils Aymon, 1957
- Les Secrets de l'expédition de Suez, Albin Michel, 1958
- Les 13 Complots du 13 mai, Fayard, 1959 (avec Serge Bromberger)
- Barricades et colonels, Fayard, 1960 (avec Serge Bromberger, Georgette Elgey et Jean-François Chauvel)
- Le Destin secret de Georges Pompidou, Fayard, 1965 (avec Serge Bromberger)
- Les Coulisses de l'Europe, Presses de la Cité, 1968 (avec Serge Bromberger)